# Sein oder Nichtsein (Klaus Pohl)
Sein oder Nichtsein ist ein Roman von Klaus Pohl aus dem Jahr 2021. Anekdotisch erzählt, schildert er die dreimonatige Probenarbeit zu Shakespeares Hamlet für die Wiener Festwochen 1999. Regisseur Peter Zadek versammelte für die zweite Hamlet-Inszenierung seiner Laufbahn noch einmal einige der von ihm favorisierten Größen des deutschsprachigen Theaters, unter ihnen Ulrich Wildgruber, der 22 Jahre zuvor Zadeks ersten Hamlet verkörpert hatte, nun aber, in der Nebenrolle des Kämmerers Polonius, einer Frau weichen sollte – Angela Winkler. Die sich daraus ergebenden Spannungen bilden den „zentralen Nervenstrang“ von Pohls Memoire, die er, in der Rolle von Hamlets Freund Horatio, während der Proben festhielt. Noch bevor der Text als Printausgabe erschien, las Pohl ihn selbst als Hörbuch ein.

## Inhalt

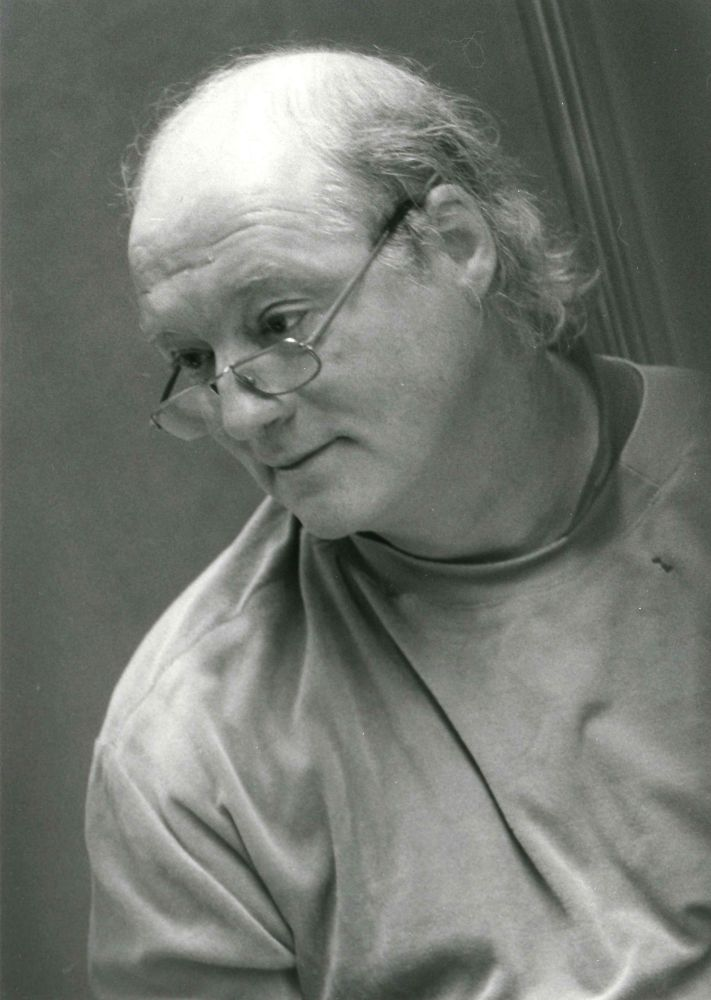
Ulrich Wildgruber

„Wer den Hamlet spielen will, ist schon mal falsch besetzt.“ Mit diesem Diktum, hergeleitet aus seinem jetzigen Verständnis der Titelfigur (Hamlet will nicht Hamlet sein), versucht Regisseur Zadek zwei Fliegen mit einer Klappe zu schlagen. Zum einen benutzt er es gegen die, die die Titelrolle für sich beanspruchen, allen voran sein einst in Bochum bejubelter Hamlet, Ulrich Wildgruber. Zum anderen stützt er damit die Person, auf die er selbst setzt: Angela Winkler. Ihren Widerstand hat er einkalkuliert, vielleicht gar forciert. Er weiß um ihre zeitintensive Technik des Textlernens (sie muss ihn zunächst handschriftlich festhalten), weiß um die schiere Textmenge und stellt ihr die Neuübersetzung dennoch erst verspätet zur Verfügung; vor allem aber mutet er ihr die direkte Konfrontation mit dem degradierten Star seiner Erstinszenierung zu. Der Eklat lässt nicht lange auf sich warten. Von Wildgruber bei einem der zahlreichen nächtlichen Lokalbesuche persönlich gekränkt, ist Winkler am Tag darauf spurlos verschwunden.
Zadek spürt sie auf und holt sie persönlich zurück. An seinem Konzept und seinem Regiestil ändert das nichts. Anders als beispielsweise Claus Peymann, gegen den er gern einmal ätzt („Ihr spielt ja wie für Peymann!“), stehen bei ihm die Schauspieler im Mittelpunkt. Wahlweise auch am Pranger. Denn um sie dahin zu bringen, wo er sie sieht, scheut er kein Mittel, kein Extrem – vernichtende Kritik wie überschwängliches Lob. Oft trifft sein Urteil auch das Ensemble als Ganzes – öfter abwertend als anerkennend. Das verlangt allen ein enormes Maß an Leidensfähigkeit ab. Schweißt sie aber auch, vielleicht gewollt, zusammen. Der Ich-Erzähler Klaus Pohl beispielsweise, als Hamlets Freund Horatio Mitwirkender, schenkt Angela Winkler jeden Tag eine mit Tautropfen beglänzte Rose. Oder beglückt sie mit einem roten Fahrrad, in das sie sich verliebt hatte. Doch auch das hält sie nicht davon ab, ein zweites Mal zu fliehen, und Zadek, nun noch stärkeres Geschütz aufzufahren. Er schaltet Luc Bondy ein, den Schauspieldirektor der Wiener Festwochen, der Winkler mit Vertragsstrafe droht und damit, dass ihre Entscheidung für ihn, wie für Zadek, „Sein oder Nichtsein“ bedeute.
Um „Sein oder Nichtsein“ geht es auch für einen Dritten, für ihn in einem wirklich existenziellen Sinne. Obwohl oder gerade weil er fast täglich darüber spricht, nimmt keiner dies recht ernst. Ihm gehören Anfang und Schluss des Romans, die schillerndsten und die meisten Zitate, sodass er als die eigentliche Hauptfigur erscheint und das Buch als Hommage an ihn: Ulrich Wildgruber. Als Einziger logiert er auf der deutschen Rheinseite des Probenorts Straßburg, ist auch innerlich nur mit halbem Herzen dabei, hadert mit seinem sinkenden Stern und dem körperlichen Verfall, schießt gern und oft quer. Spät erst, nach Winklers zweiter Rückkehr, nimmt er seine Rolle an und dient dem Ganzen – ein neuralgischer Punkt für das Gelingen der Inszenierung. Von seinem oft geäußerten Vorhaben hält ihn das freilich nicht ab. Er sagt, er fühle sich als Kind des zweiten Jahrtausends, dem Jahrtausend Shakespeares, und wolle ins dritte nicht mitgehen. Wenige Tage vor Ende des Millenniums und nach der vorläufig letzten Hamlet-Aufführung, am 30. November 1999, fährt Wildgruber an die Nordsee und geht vor Sylt – als Nichtschwimmer – ins Wasser.

## Entstehung
„Erkläre mich und meine Sache / Den Unbefriedigten“, trägt der sterbende Hamlet seinem Intimus Horatio auf. Klaus Pohl, renommierter Theaterschauspieler und -autor, nutzte diese Konstellation, um sein Engagement als Horatio zu einer Doppelrolle auszuweiten: Im Auftrag des Stern hielt er das Geschehen rund um den von Februar bis Mai 1999 dauernden Probenprozess in einem Tagebuch fest. Das war den Beteiligten bekannt. Auszüge daraus veröffentlichte der Stern dann anlässlich der offiziellen Premiere, die im Rahmen der Wiener Festwochen am 21. Mai 1999 im Volkstheater Wien stattfand, und koppelte sie mit einer während der Proben entstandenen Fotostrecke von Roswitha Hecke.
Anderthalb Jahrzehnte später ging Pohl daran, seine mehr als 1.000 Seiten umfassenden Aufzeichnungen künstlerisch zu verdichten. Er war überzeugt, es habe das Potenzial zu einem „Jahrhundertstoff“. Die Literaturagenten, die er kontaktierte, fanden das Thema jedoch „unsexy“; die Verlage, denen er den fertigen Text einschickte, reagierten gar nicht erst. Daraufhin entschloss er sich zu einer öffentlichen Lesung seines Manuskripts. Obwohl die fünf Veranstaltungen im kleinen Hamburger Theater Fleetstreet im Jahr 2017 ein lebhaftes Echo fanden, brauchte es wieder mehrere Anläufe, um einen Interessenten zu gewinnen, der das Hörbuch editierte (Der Audio Verlag, 2020). Die darauf folgenden, teils begeisterten Kritiken (u. a. Spiegel, Süddeutsche, TAZ) riefen schließlich auch die Buchverlage auf den Plan, von denen Galiani den Zuschlag erhielt.

## Genre

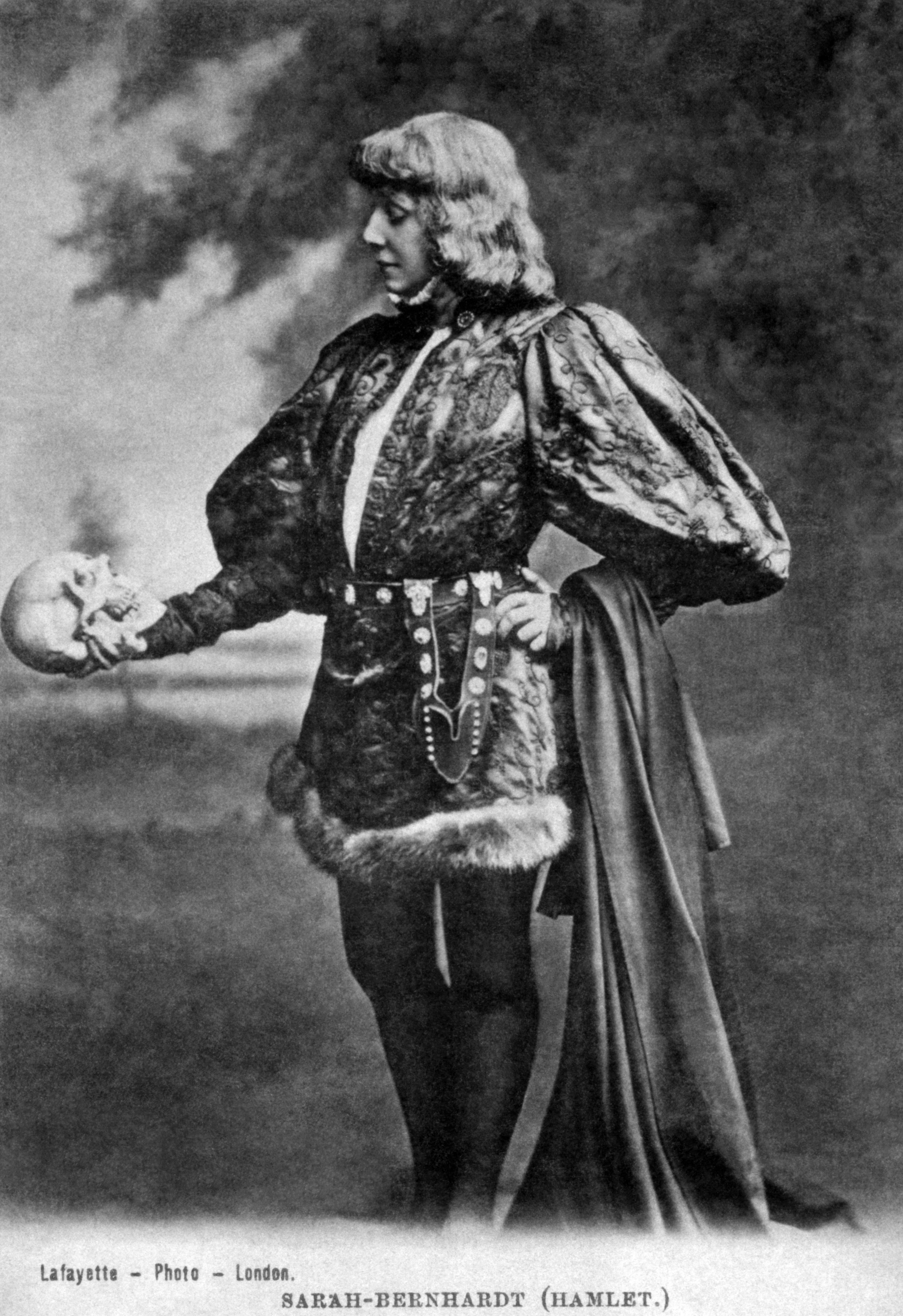
Sarah Bernhardt als Hamlet (1899)

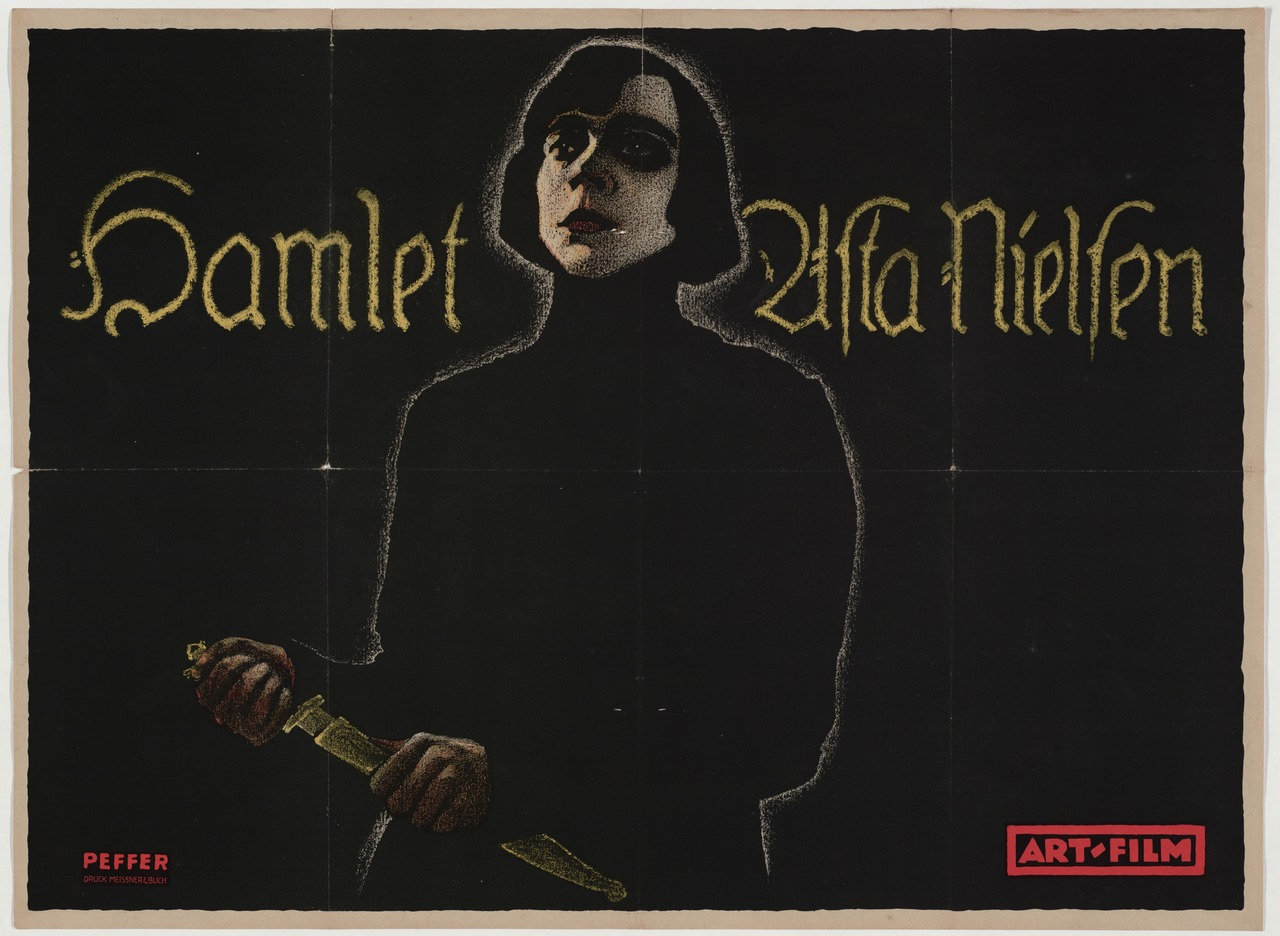
Asta Nielsen als Hamlet (1921)

Ein neues Genre sei mit Sein oder Nichtsein entstanden, der „Probenroman“, heißt es in einer der Rezensionen. Andere greifen auf bekanntere Begriffe zurück und schlagen oft mehrere vor, wie „Theaterroman“ und „Backstage Comedy“ oder „Theatertagebuch“ und „Tatsachenbericht“. Pohl selbst meint, sein Buch könne auch als Familien- und Abenteuerroman gelesen werden. Womit es sich in der Hauptsache beschäftigt, wird zum Teil ganz unterschiedlich beurteilt; so vermerkt eine Kritik, es biete einen „nahezu dokumentarischen Einblick in den Entstehungsprozess von Theater“, eine andere hingegen, es gehe gar nicht so sehr um Theaterarbeit an sich. Auch darüber, ob es sich überhaupt um einen Roman handelt, ist man geteilter Meinung.
Anders als noch das Hörbuch, das unter dem Label „Erinnerungen“ firmierte, erschien die Printausgabe als Roman. Für diese Umwidmung spricht unter anderem, dass der Ich-Erzähler auch Szenen, bei denen er nicht zugegen war, wie ein Augenzeuge beschreibt, Gedanken seiner Figuren wiedergibt und ihre in direkter Rede wiedergegebenen, zuweilen seitenlangen Zitate seinerzeit nicht etwa mitgeschnitten, sondern nur mitgeschrieben hat. Entsprechend gibt er im Schlusssatz des Einleitungskapitels vor, er werde in „wohltemperierter dichterischer Freiheit“ erzählen. Das lässt einigen Spielraum zu, mehr jedenfalls als Pohls Interviewaussage, das Dargestellte sei „zu 98% authentisch“.

## Urteile
„Klaus Pohl hat einen Post-MeToo-Roman über eine Prä-MeToo-Theaterwelt geschrieben.“

„Das Interessante an Klaus Pohls Buch aber ist vor allem, wie hier eine heute höchst verpönte Arbeitsweise als komischer Alltag beschrieben wird, ein Klima der Angst zum intellektuellen Gaudium mutiert.“

„Ist dieses Buch ein Theaterroman? Natürlich, aber weit mehr! Ist dieses Buch ein Liebesroman? Auch das. Ist dieses Buch ein Tagebuch, eine Komödie, eine Tragödie? All das. Es ist das schönste und wildeste Miteinander literarischer Gattungen, das sich denken lässt.“

## Weibliche Hamlets
Zadeks Idee, Hamlet mit einer Frau zu besetzen, war kein Novum. Genau 100 Jahre vor Angela Winkler war Sarah Bernhardt die erste große Mimin, die den Dänenprinzen auf der Bühne verkörperte. Auf der Leinwand folgte ihr Asta Nielsen nach, die den Film auch selbst produzierte. Populärstes Beispiel der jüngeren deutschsprachigen Theatergeschichte ist Sandra Hüllers Hamlet am Schauspielhaus Bochum, die dafür zur Schauspielerin des Jahres 2020 gekürt wurde.

## Ausgaben
- Klaus Pohl: Sein oder Nichtsein. Galiani, Berlin 2021, ISBN 978-3-86971-243-7. (Printausgabe)
- Klaus Pohl: Sein oder Nichtsein. Erinnerungen an Peter Zadeks legendäre Hamlet-Inszenierung. Ungekürzte Autorenlesung. Der Audio Verlag, Berlin 2020, ISBN 978-3-7424-1528-8. (Hörbuch)